# Bruno Rader
Bruno Rader OSB (* 7. Mai 1939 in Sankt Martin im Granitztal als Johannes Rader; † 12. Februar 2024) war ein österreichischer Benediktiner.

## Leben
Rader besuchte die Volksschule in St. Martin und danach das Stiftsgymnasium St. Paul. Nach der Matura 1958 legte er im Stift St. Paul im Lavanttal die Profess 1959 ab. Nach dem Theologiestudium in Salzburg 1964 zum Priester geweiht, war er Religionslehrer in der Volksschule St. Paul, danach Erzieher und Gymnasialprofessor im Stiftsgymnasium. Von 1979 bis 1993 war er Abt des Benediktinerstiftes und von 1988 bis 1990 Stiftspfarrer in St. Paul. Seit 2001 war er Pfarrer in Pustritz und Wölfnitz auf der Saualpe.

## Schriften (Auswahl)
- Lasset uns beten. Betrachtungen zu den Tagesgebeten. Graz 1981, ISBN 3-222-11334-3.
- Heilige Worte. Gebete und Meditationen des Kirchenjahres. Graz 2000, ISBN 3-222-12800-6.
- Stichwörtliches aus den Psalmen. Stolzalpe 2009, ISBN 978-3-900578-95-4.
- Kurz und bündig. Betrachtungen zu den Tagesgebeten im Kirchenjahr. Stolzalpe 2014, ISBN 978-3-902879-80-6.